# 媽祖田站
媽祖田站位於台灣新北市土城區，為新北捷運 三鶯線（興建中）的捷運車站。

## 車站位置
車站位於土城中央路四段。車站編號為LB02。

## 車站構造
高架車站。

## 歷史
- 2017年7月12日，公告各站站名，其中包括「媽祖田站」。[1]

### 預定時程
- 2025年底，三鶯線正式通車。[3]

## 車站週邊
- Family超商土城恆山店
- 7-Eleven超商太陽城門市
- 新北市立圖書館土城祖田圖書閱覽室

## 外部連結
新北市政府捷運工程局 （页面存档备份，存于）